# Phelsuma roesleri
Espèce
Statut de conservation UICN

 EN B1ab(iii) : En danger
Statut CITES
Phelsuma roesleri est une espèce de geckos de la famille des Gekkonidae.

## Répartition
Cette espèce est endémique de la région de Diana à Madagascar.

## Étymologie
Cette espèce est nommée en l'honneur de Herbert Rösler.

## Publication originale
- Glaw, Gehring, Köhler, Franzen & Vences, 2010 : A new dwarf species of day gecko, genus Phelsuma, from the Ankarana pinnacle karst in northern Madagascar. Salamandra, vol. 46, n. 2, p. 83-92 (texte intégral).